# Cristomonismo
O Cristomonismo (Χριστος - Cristo; Μονος - isolado;) foi um desequilíbrio na Igreja Católica em nível de "consciência eclesial" (diferente de Doutrina). Se criou por um tempo na Igreja uma Cristologia sem uma Pneumatologia paralela, ou seja, um Jesus totalmente separado do Espírito Santo, logo assim uma Eclesiologia Institucional excluindo a sua dimensão Carismática. 
No no ano 60 d.C com a morte de Policarpo, o montanismo colaborou com a entrada do Cristomonismo.
No período de Cristandade, o Cristomonismo muito favorecido abafando cada vez mais o Espírito Santo reduzindo a manifestação da dimensão mística, que acabou sendo vista com "suspeitas", daí o porquê de tanto martírio.